# Llista de reis llegendaris de Britànnia
La següent llista dels Reis llegendaris de Britànnia apareix en el llibre Historia Regum Britanniae escrit pel monjo gal·lès Geoffrey de Monmouth el 1136.
Estava basat en tradicions gal·leses, angleses, dels cornovis, etc. i en la Historia Britonum, document del segle ix. En aquest llibre, s'intentava construir un vincle entre el príncep de Troia Enees i els primers reis de Britànnia i Gal·les. De fet, se sap que historiadors renaixentistes, com John Bale i Raphael Holinshed, van agafar una llista de reis celtes i els van utilitzar com a reis de Britànnia i la Gàl·lia.
Els primers reis descrits són extrets d'un document que descriu els viatges de Noè per Europa (atribuït a l'historiador babilonia del segle iii aC Berosus el Caldeu), però que actualment es considera una falsificació molt posterior. En la Bíblia (Gen, 10:5), es diu que "Jàfet es va traslladar a les illes dels gentils", (illes gregues, britàniques, etc. segons les versions).
La llista es considera fictícia i, tot i que alguns dels noms estan basats en personatges reals, la immensa majoria no tenen base històrica.

## Llista de reis mítics de Britànnia

### Reis pseudo-Berosus
(En un principi atribuïts a Berosus, actualment se sap que no, per això se'ls anomena pseudo-Berosus)
- Samothes (també conegut com a Dis Pater): quart fill de Jàfet, fill de Noè (No apareix a la Bíblia). Primer rei dels celtes, 200 anys després del Diluvi universal. La Britànnia s'anomena Samothea en honor seu.
- Magus, fill de l'anterior
- Saron, fill de l'anterior
- Druis, fill de l'anterior i primer druida (antic mag celta)
- Bardus, fill de l'anterior i primer Bard (antic cantant celta)
- Albion, seria un gegant fill de Neptú, que va derrocar Bardus i va governar durant 44 anys. Va rebatejar l'illa amb el seu nom (Vegeu: nom antic d'Escòcia). Va morir assassinat per Hèrcules i el tron va quedar vacant fins a l'arribada de Brutus de Britànnia, fill de Silvius, net d'Ascani i besnet d'Enees.

### Reis segons Geoffrey de Monmouth
Geoffrey va intentar relacionar els reis mítics de Britànnia amb personatges de la Bíblia o de la història (o mitologia) grega, romana o irlandesa.
| Anglaterra                               | Escòcia                                | Gal·les                                | Cornualla                              | Personatges contemporanis                                          |
| ---------------------------------------- | -------------------------------------- | -------------------------------------- | -------------------------------------- | ------------------------------------------------------------------ |
| Brutus I (24 anys)                       | Brutus I (24 anys)                     | Brutus I (24 anys)                     | Corineus                               | Elí (Jutge d'Israel) Enees Silvius (3r rei d'Alba Longa)           |
| Locrinus (10 anys)                       | Albanactus                             | Kamber                                 | Gwendolen                              |                                                                    |
| Gwendolen (15 anys)                      |                                        |                                        |                                        |                                                                    |
| Maddan (40 anys)                         | Maddan (40 anys)                       | Maddan (40 anys)                       | Gwendolen                              | Samuel (últim jutge d'Israel), Homer (poeta grec del segle viii aC |
| Mempricius (20 anys)                     | Mempricius (20 anys)                   | Mempricius (20 anys)                   | Mempricius (20 anys)                   | Saül (primer rei d'Israel)                                         |
| Ebraucus (40 o 60 anys)                  | Ebraucus (40 o 60 anys)                | Ebraucus (40 o 60 anys)                | Ebraucus (40 o 60 anys)                | David (rei d'Israel del segle x aC)                                |
| Brutus II (12 anys)                      |                                        |                                        |                                        |                                                                    |
| Leil (25 anys)                           | Leil (25 anys)                         | Leil (25 anys)                         | Leil (25 anys)                         | Salomó (rei d'Israel del segle x aC)                               |
| Rud Hud Hudibras (39 anys)               |                                        |                                        |                                        |                                                                    |
| Bladud (20 anys)                         | Bladud (20 anys)                       | Bladud (20 anys)                       | Bladud (20 anys)                       | Elies (profeta bíblic)                                             |
| Leir (60 anys)                           |                                        |                                        |                                        |                                                                    |
| Cordèlia (5 anys)                        |                                        |                                        |                                        |                                                                    |
| Marganus I i Cunedagius (2 anys)         |                                        |                                        |                                        |                                                                    |
| Cunedagius (33 anys)                     | Cunedagius (33 anys)                   | Cunedagius (33 anys)                   | Cunedagius (33 anys)                   | Isaïes (profeta bíblic), Ròmul i Rem (fundadors mítics de Roma)    |
| Rivallo                                  |                                        |                                        |                                        |                                                                    |
| Gurgustius                               |                                        |                                        |                                        |                                                                    |
| Sisillius I                              |                                        |                                        |                                        |                                                                    |
| Jago                                     |                                        |                                        |                                        |                                                                    |
| Kimarcus                                 |                                        |                                        |                                        |                                                                    |
| Gorboduc                                 |                                        |                                        |                                        |                                                                    |
| Guerra Civil entre Ferrex i Porrex I     |                                        |                                        |                                        |                                                                    |
| Guerra Civil entre 5 reis                |                                        |                                        |                                        |                                                                    |
| Pinner                                   | Staterius                              | Rudaucus                               | Cloten                                 |                                                                    |
| Pinner                                   | Staterius                              | Rudaucus                               | Molmutius                              |                                                                    |
| Molmutius (40 anys)                      |                                        |                                        |                                        |                                                                    |
| Brennius i Belinus                       | Brennius i Belinus                     | Brennius i Belinus                     | Brennius i Belinus                     | saqueig de Roma (387 aC)                                           |
| Belinus                                  |                                        |                                        |                                        |                                                                    |
| Gurguit Barbtruc                         |                                        |                                        |                                        |                                                                    |
| Guithelin                                |                                        |                                        |                                        |                                                                    |
| Martia Proba                             |                                        |                                        |                                        |                                                                    |
| Sisillius II                             |                                        |                                        |                                        |                                                                    |
| Kinarius                                 |                                        |                                        |                                        |                                                                    |
| Danius                                   |                                        |                                        |                                        |                                                                    |
| Morvidus                                 |                                        |                                        |                                        |                                                                    |
| Gorbonianus                              |                                        |                                        |                                        |                                                                    |
| Arcgallus                                |                                        |                                        |                                        |                                                                    |
| Elidurus (5 anys)                        |                                        |                                        |                                        |                                                                    |
| Arcgallus (2a vegada) (10 anys)          |                                        |                                        |                                        |                                                                    |
| Elidurus (2a vegada)                     |                                        |                                        |                                        |                                                                    |
| Peredurus i Ingenius (7 anys)            |                                        |                                        |                                        |                                                                    |
| Peredurus                                |                                        |                                        |                                        |                                                                    |
| Elidurus (3a vegada)                     |                                        |                                        |                                        |                                                                    |
| ? (fill de Gorbonianus)                  |                                        |                                        |                                        |                                                                    |
| Marganus II                              |                                        |                                        |                                        |                                                                    |
| Enniaunus                                |                                        |                                        |                                        |                                                                    |
| Idvallus                                 |                                        |                                        |                                        |                                                                    |
| Runus                                    |                                        |                                        |                                        |                                                                    |
| Gerennus                                 |                                        |                                        |                                        |                                                                    |
| Catellus                                 |                                        |                                        |                                        |                                                                    |
| Millus                                   |                                        |                                        |                                        |                                                                    |
| Porrex II                                |                                        |                                        |                                        |                                                                    |
| Cherin                                   |                                        |                                        |                                        |                                                                    |
| Fulgenius                                |                                        |                                        |                                        |                                                                    |
| Edadus                                   |                                        |                                        |                                        |                                                                    |
| Andragius                                |                                        |                                        |                                        |                                                                    |
| Urianus                                  |                                        |                                        |                                        |                                                                    |
| Eliud                                    |                                        |                                        |                                        |                                                                    |
| Cledaucus                                |                                        |                                        |                                        |                                                                    |
| Clotenus                                 |                                        |                                        |                                        |                                                                    |
| Gurgintius                               |                                        |                                        |                                        |                                                                    |
| Merianus                                 |                                        |                                        |                                        |                                                                    |
| Bledudus                                 |                                        |                                        |                                        |                                                                    |
| ?                                        |                                        |                                        |                                        |                                                                    |
| Oenus                                    |                                        |                                        |                                        |                                                                    |
| Sisillius III                            |                                        |                                        |                                        |                                                                    |
| Beldgabred                               |                                        |                                        |                                        |                                                                    |
| Arcmail                                  |                                        |                                        |                                        |                                                                    |
| Eldol                                    |                                        |                                        |                                        |                                                                    |
| Redon                                    |                                        |                                        |                                        |                                                                    |
| Redechius                                |                                        |                                        |                                        |                                                                    |
| Samuel Penessil                          |                                        |                                        |                                        |                                                                    |
| Pir                                      |                                        |                                        |                                        |                                                                    |
| Capirus                                  |                                        |                                        |                                        |                                                                    |
| Digueillus                               |                                        |                                        |                                        |                                                                    |
| Helius (40 anys)                         |                                        |                                        |                                        |                                                                    |
| Ludus (fill de l'anterior)               |                                        |                                        |                                        |                                                                    |
| Cassibelanus                             | Cassibelanus                           | Cassibelanus                           | Cassibelanus                           | Juli Cèsar (militar romà) envaeix la Britànnia (55-54 aC)          |
| Tenvantius                               |                                        |                                        |                                        |                                                                    |
| Kimbelinus                               | Kimbelinus                             | Kimbelinus                             | Kimbelinus                             | August (primer emperador romà), any 1 del calendari gregorià       |
| Guiderius                                | Guiderius                              | Guiderius                              | Guiderius                              | Claudi (emperador romà) conquereix el sud de la Gran Bretanya (43) |
| Arvirargus                               | Arvirargus                             | Arvirargus                             | Arvirargus                             | Claudi, Vespasià (segle i)                                         |
| Marius                                   |                                        |                                        |                                        |                                                                    |
| Coilus                                   |                                        |                                        |                                        |                                                                    |
| Lucius († 156)                           | Lucius († 156)                         | Lucius († 156)                         | Lucius († 156)                         | Papa Eleuteri I (175 - 189)                                        |
| Guerra entre Septimi Sever i Sulgenius   | Guerra entre Septimi Sever i Sulgenius | Guerra entre Septimi Sever i Sulgenius | Guerra entre Septimi Sever i Sulgenius | Septimi Sever (emperador romà 193 - 211)                           |
| Caracal·la                               | Caracal·la                             | Caracal·la                             | Caracal·la                             | Caracal·la (emperador romà 211 - 217)                              |
| Carausius (usurpador, † 293)             | Carausius (usurpador, † 293)           | Carausius (usurpador, † 293)           | Carausius (usurpador, † 293)           | Carausius (usurpador el 287, † 293)                                |
| Allectus                                 | Allectus                               | Allectus                               | Allectus                               | Allectus assassina Carausius el 293                                |
| Asclepiodotus (10 anys)                  | Asclepiodotus (10 anys)                | Asclepiodotus (10 anys)                | Asclepiodotus (10 anys)                | Constanci Clor governà Britànnia (296)                             |
| Coel                                     |                                        |                                        |                                        |                                                                    |
| Constantí Clor (11 anys)                 | Constantí Clor (11 anys)               | Constantí Clor (11 anys)               | Constantí Clor (11 anys)               | Constanci Clor (emperador romà, 293 - 306)                         |
| Constantí I                              | Constantí I                            | Constantí I                            | Constantí I                            | Constantí I el Gran (emperador romà, 306 - 337)                    |
| Octavi I                                 |                                        |                                        |                                        |                                                                    |
| Trahern                                  |                                        |                                        |                                        |                                                                    |
| Octavi I (2n cop)                        |                                        |                                        |                                        |                                                                    |
| Magne Màxim                              | Magne Màxim                            | Magne Màxim                            | Magne Màxim                            | Magne Màxim, (usurpador 383 - 388)                                 |
| Dionotus                                 |                                        |                                        |                                        |                                                                    |
| Constantí II                             | Constantí II                           | Constantí II                           | Constantí II                           | Constantí III (usurpador 407 - 409)                                |
| Constant II                              | Constant II                            | Constant II                            | Constant II                            | Constant II (usurpador 409 - 411)                                  |
| Vortigern                                |                                        |                                        |                                        |                                                                    |
| Vortimer                                 |                                        |                                        |                                        |                                                                    |
| Ambrosi Aurelià                          |                                        |                                        |                                        |                                                                    |
| Pendragon                                |                                        |                                        |                                        |                                                                    |
| Rei Artús                                | Rei Artús                              | Rei Artús                              | Rei Artús                              | Invasió anglo-saxona de Britànnia (segle vi)                       |
| Constantí III                            |                                        |                                        |                                        |                                                                    |
| Aureli Conanus (2 anys)                  | Aureli Conanus (2 anys)                | Aureli Conanus (2 anys)                | Aureli Conanus (2 anys)                | Aureli Caninus, rei de Powys (segle vi)                            |
| Vortiporius (4 anys)                     | Vortiporius (4 anys)                   | Vortiporius (4 anys)                   | Vortiporius (4 anys)                   | Vortiporius, rei de Demètia                                        |
| Malgo                                    | Malgo                                  | Malgo                                  | Malgo                                  | Maelgwn Hir ap Cadwallon, rei de Demètia                           |
| Keredic                                  |                                        |                                        |                                        |                                                                    |
| Interregne: Els saxons ocupen Anglaterra |                                        |                                        |                                        |                                                                    |
| Cadvan                                   | Cadvan                                 | Cadvan                                 | Cadvan                                 | Cadfan ap Iago, rei de Gwynedd (nord de Gal·les)                   |
| Cadwallo                                 | Cadwallo                               | Cadwallo                               | Cadwallo                               | Cadwallon ap Cadfan, rei de Gwynedd (nord de Gal·les), † 634       |
| Cadwallader                              | Cadwallader                            | Cadwallader                            | Cadwallader                            | Cadwaladr ap Cadwallon, rei de Gwynedd (nord de Gal·les)           |